# Lorenzo Camerano
Pour les articles homonymes, voir Camerano (homonymie).
Lorenzo Camerano est un herpétologiste et entomologiste italien, né le 9 avril 1856 à Biella et mort le 22 novembre 1917 à Turin.

## Biographie
Lorenzo Camerano fait des études à Bologne, puis à Turin. De 1871 à 1873, il suit le cours du peintre Antonio Fontanesi (1818-1882) à l'Académie Albertina et fréquente régulièrement le musée de zoologie de la ville pour y dessiner des animaux. Ses dessins sont alors utilisés par Michele Lessona (1823-1894) pour son enseignement. Sous l’inspiration de Lessona, il commence à se passionner pour la zoologie et reprend des études d’histoire naturelle. Il obtient un diplôme en 1878. Lessona lui offre alors une place d’assistant et Camerano commence à enseigner l’entomologie ainsi que de l’ostéologie et de l’anatomie comparée. Il obtient son titre de docteur en 1880.

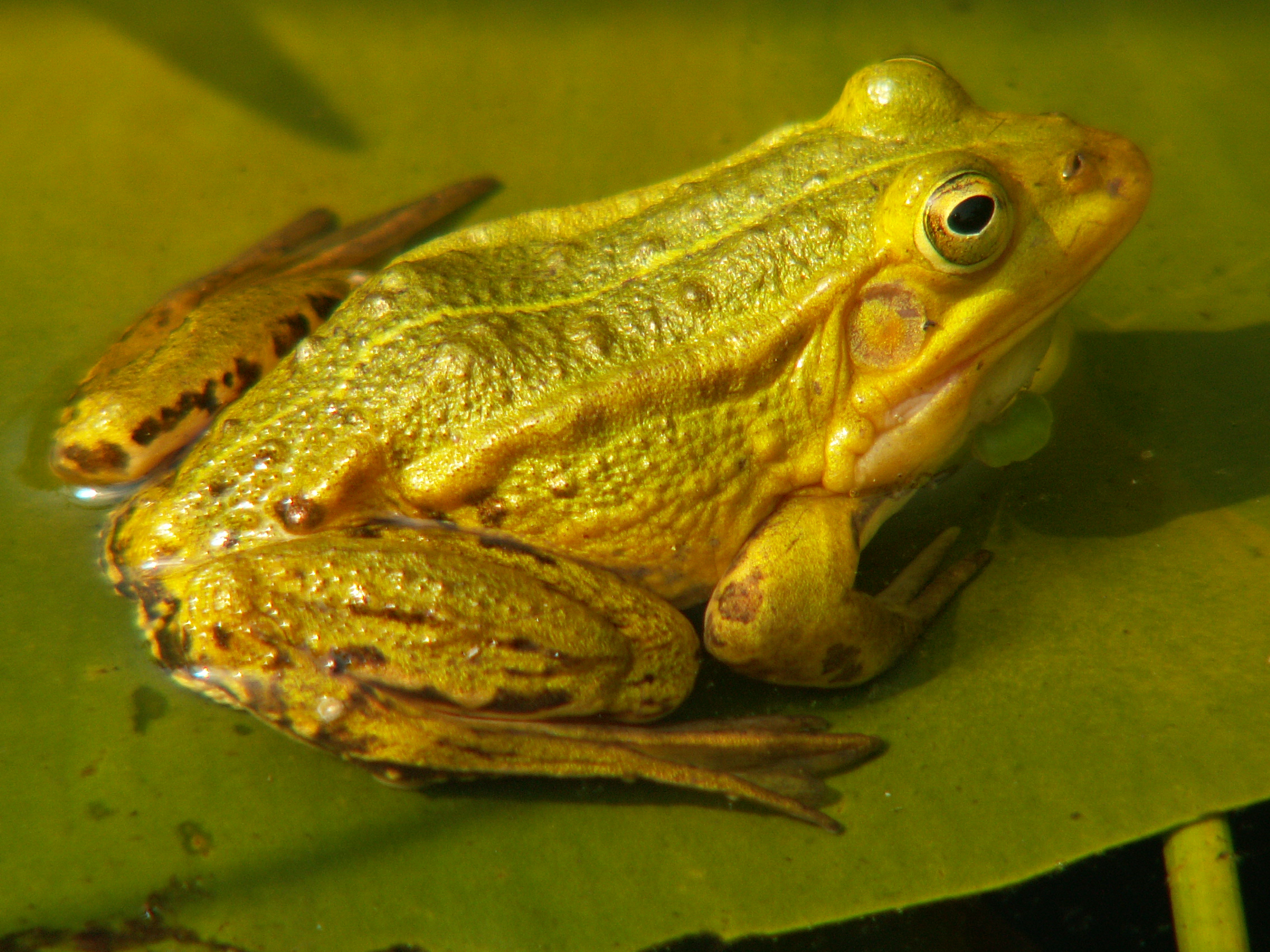
Pelophylax lessonae, l'une des espèces nommées par Lorenzo Camerano

Il enseigne alors aux écoles de la ville et se forge une solide expérience d’enseignant. En 1889, l’université de Cagliari lui offre une chaire de zoologie et d’anatomie comparée. Très vite, il est rappelé par l’université de Turin qui lui offre un poste de professeur extraordinaire d’anatomie comparée et la direction d’un nouveau musée d’anatomie comparée qui vient d’être constitué à partir d’une partie des activités du muséum de zoologie. Il occupe cette fonction jusqu’en 1915 et est recteur de l’université de 1907 à 1910.
Il fait paraître plus de 340 publications scientifiques. Il a notamment travaillé sur les anoures, les sauriens et les serpents. Il est l'auteur de la première monographie moderne sur les amphibiens et les reptiles d'Italie. Il s’intéresse également à l’entomologie notamment appliquée.
Camerano fonde le Bollettino dei Musei di Zoologia ed Anatomia comparata della R. Università di Torino en 1896, publication qui perdure jusqu'en 1982. Il participe aussi à la création d’un institut de recherche sur la biologie marine à Rapallo.

## Œuvres
- (it) La zoologia da Aristotele a Darwin, Torino, Guadagnini & Candellero, 1887 (lire en ligne)

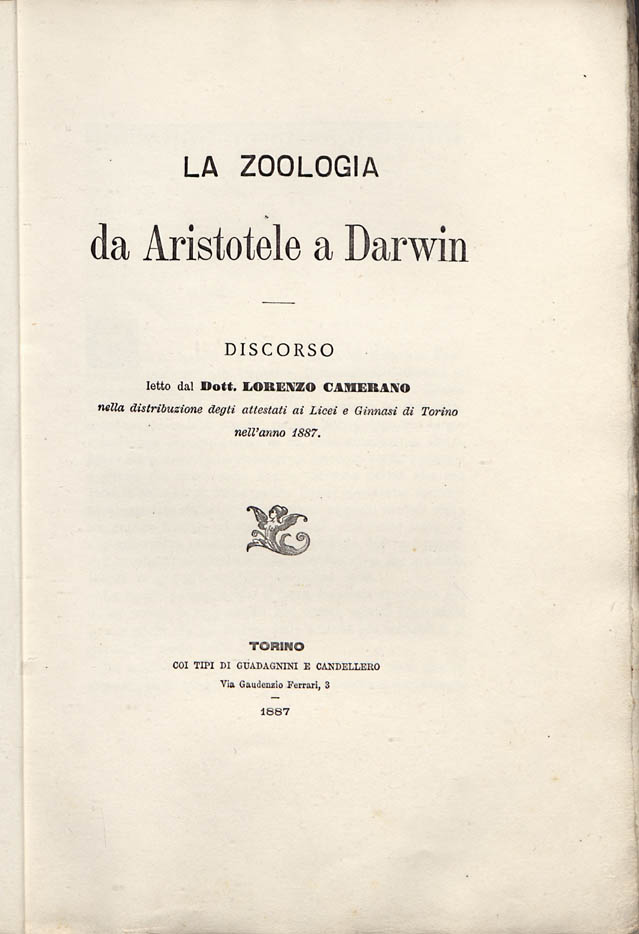
La zoologia da Aristotele a Darwin, 1887